# Principal Figgins
Principal Figgins is een personage van de Amerikaanse televisieserie Glee van Fox Broadcasting Company, gespeeld door Iqbal Theba.
Principal Figgins (Iqbal Theba) is William McKinley High School 'strenge maar rechtvaardige' hoofdmeester. Figgins laat Will Schuester (Matthew Morrison) de Glee club van de school overnemen, hij staat er wel op dat de studenten zich voor Regionals moeten plaatsen, anders zal de club moeten stoppen. Voor het grootste gedeelte van het eerste seizoen wordt hij gechanteerd door Sue Sylvester (Jane Lynch), ze dreigt om beelden van hem te verspreiden waarin hij een reclamespotje opneemt over steunkousen voor Mumbai Air en later dreigt ze met beelden van hem met haar in bed. In het tweede seizoen is Sue een tijdelijke vervanging van Figgins als hij griep heeft. Ze slaagt erin om Figgins te ontslaan maar treedt de aflevering daarna af en Figgins krijgt zijn baan weer terug. Tegen het einde van het seizoen huurt hij de Glee club in om op te treden op het school bal.
Hoewel Figgins in eerste instantie als blank persoon bedacht was werd de Pakistaanse acteur Iqbal Theba voor de rol gecast. Hij vindt Figging een uitdagend personage om te spelen omdat hij "de juiste mix van iemand met veel gezag, maar die ook erg onzeker is over zichzelf als persoon" moet zoeken.